# Station Penrose (Nieuw-Zeeland)
Penrose is een spoorwegstation in de Nieuw-Zeelandse stad Auckland. Het station is geopend in 1873. Het station wordt bediend door de Zuidelijke Lijn en de Onehunga-Lijn. Het station telt twee perrons en is een vorkstation.
Sinds april 2014 is het spoor van de Onehunga-Lijn geëlektrificeerd. De Zuidelijke Lijn volgde in januari 2015. In 2018 werd bij het station het perron met spoor 3 verlengd zodat er tijdens evenementen in het nabijgelegen stadion Mount Smart langere treinen kunnen stoppen.

## Bediening
De volgende treinen stoppen op station Penrose:
| Serie           | Treinsoort                           | Route                                                                                              | Bijzonderheden |
| --------------- | ------------------------------------ | -------------------------------------------------------------------------------------------------- | --- |
| Zuidelijke Lijn | Voorstadspoorweg (Auckland One Rail) | Waitematā – Newmarket – Penrose – Ōtāhuhu – Puhinui – Manurewa – Takaanini – Papakura – (Pukekohe) | Rijdt iedere twintig minuten. Rijdt in de spits iedere tien minuten, maar rijdt dan eens in de twintig minuten tot Pukekohe. Rijdt 's avonds eens in het halfuur. |
| Onehunga-Lijn   | Voorstadspoorweg (Auckland One Rail) | Newmarket – Penrose – Onehunga                                                                     | Rijdt ieder halfuur. |